# Epimecis
Epimecis là một chi bướm đêm thuộc họ Geometridae.

## Các loài
- Epimecis anonaria (Felder, 1874)
- Epimecis detexta (Walker, 1860)
- Epimecis fraternaria (Guenée, 1857)
- Epimecis hortaria (Fabricius, 1794)
- Epimecis matronaria (Guenée, 1857)
- Epimecis subaustralis (Hulst, 1898)